# Ravensburg (Adelsgeschlecht)

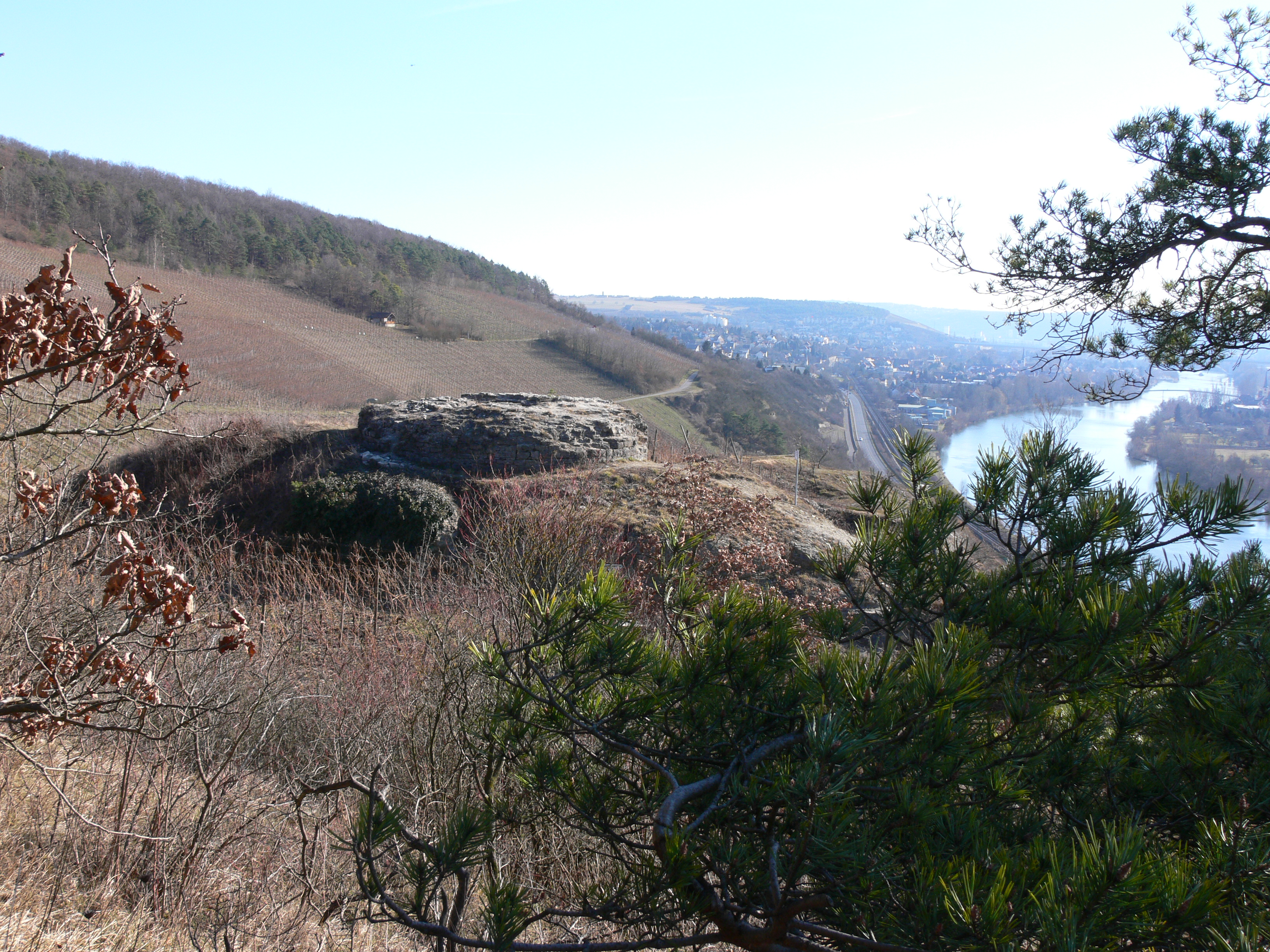
Ruine Ravensburg

Die Familie von Ravensburg (auch Ravenspurg oder Rabensburg) ist ein Würzburger Ministerialengeschlecht, benannt nach der Ravensburg bei Thüngersheim.
Ihr bekanntester Vertreter war Heinrich III. von Ravensburg, der von 1232 bis 1237 Bischof von Eichstätt war.

## Geschichte
Um 1170 errichten die Herren von Würzburg, Dienstmannen des Würzburger Bischofs und des Reiches, eine Burg auf dem Ravensberg zwischen Veitshöchheim und Thüngersheim.
Sie nannten sich nach dem Sitz Herren von Ravensburg. 1178 wird ein Heinrich von Ravensburg erstmals urkundlich mit diesem Namen bezeugt. Gemeinsam mit den Lehensleuten von Burg Falkenberg, hoch über Erlabrunn auf der gegenüberliegenden Mainseite gelegen, beherrschten die Ravensburger das Maintal nördlich von Würzburg.
Sie hatten eine mächtige Stellung im Hochstift Würzburg inne, bis sich am 3. Dezember 1202 Bodo von Ravensburg und Heinrich von Falkenberg des Mordes am Würzburger Bischof
Konrad von Querfurt schuldig machten.
Als Strafmaßnahme wurden die Burgen Ravensburg und Falkenberg geschleift, und die Burgherren sowie ihre Helfer von Papst Innozenz III. mit dem Bannfluch belegt.
Zwar konnten die Ravensburger und Falkenberger sich unter strengen Auflagen wieder vom Bann lösen und teilweise ihre alten Besitzrechte zurückerlangen, ein Wiederaufbau der Burgen gelang jedoch nicht mehr.
1212 versuchte Heinrich III. Bischof Otto I. von Lobdeburg, einem Verwandten Konrads, den Bischofsstuhl streitig zu machen. In einer spannungsreichen Zeit von Gegenkönigen und Gegenbischöfen exkommunizierte er als Eichstätter Bischof den Grafen von Dollnstein-Hirschberg im Ringen um die Landeshoheit.